# Voldemar Sassi
Voldemar Sassi (ur. 19 października 1899, zm. w sierpniu 1941) – przewodniczący Rady Najwyższej Estońskiej SRR (1940-1941).
1923-1924 deputowany do Dumy Miejskiej Tartu, w styczniu 1924 aresztowany i w listopadzie 1924 skazany na dożywotnie prace katorżnicze, 1940 uwolniony. Wstąpił do WKP(b), od 1940 do sierpnia 1941 był I sekretarzem Komitetu Powiatowego Komunistycznej Partii (bolszewików) Estonii w Tartu i równocześnie od 25 sierpnia 1941 do końca życia przewodniczącym Rady Najwyższej Estońskiej SRR. Zginął po wkroczeniu Niemców do Estonii.